# Resistência Armada Nacionalista
A Resistência Armada Nacionalista ou RAN foi um grupo guerrilheiro brasileiro sob a liderança do ex-almirante Cândido de Assis Aragão e que reunia antigos oficiais do Exército e da FAB. O grupo contaria, conforme os dados da CIA, com uma rede de escape e uma base guerrilheira de apoio na Bolívia, onde foram encontrados contatos e nomes e endereços em Porto Alegre. Concentrado em Montevidéu, era dominado por militares expurgados pelo regime, capitaneados pelo almirante Candido Aragão, mas também trazia antigas lideranças do Exército e da Força Aérea. O RAN se opunha às decisões do MNR e não reconhecia Brizola, um civil, como líder.

## História
Movimento de Resistência Militar Nacionalista foi o nome de um grupo guerrilheiro brasileiro. Posteriormente,e por volta de dezembro de 1966, o MRMN viraria Resistência Armada Nacionalista ou RAN, tendo como signo uma rã. Anfíbia, como os fuzileiros navais do almirante paraibano. De acordo com documento do CIEX, de 20 de dezembro de 1966, o grupo planejava:
- Obter recursos financeiros junto ao Partido Comunista Uruguaio (PCU) e à Organização Latino-Americana de Solidariedade (OLAS), através de contatos com Rodney Arismendi e Edmundo Soares Neto
- Lançamento no Brasil de manifesto subversivo assinado por Cândido Aragão, visando especialmente as capitais dos Estados do Rio Grande do Sul, São Paulo, Guanabara e Rio de Janeiro
- Ainda nas mesmas cidades, pichamento de paredes divulgando a nova sigla do grupo: RAN
- Por intermédio da OLAS, enviar a Cuba os asilados Cândido Aragão, Daudt e Armando Magno de Araújo
- Posteriormente, enviar grupos de dois a Cuba e Coreia do Norte para adestramento na técnica de guerra de guerrilhas

Em março, esses grupos realizaram diversas reuniões, com a finalidade de formarem uma frente única. Entretanto, enquanto que o grupo de Brizola acreditava que dentro do Brasil iria, em curto prazo, aflorar um movimento contra o governo, o grupo do ex-militares não concordava com essa posição e afirmava que a revolução armada era a única forma de tomada do poder. Este grupo preconizava a criação de uma estrutura clandestina, conduzida por uma liderança conhecida e atuando no Brasil. Para eles, a presença física de Brizola era a condição indispensável para o sucesso do movimento. Essa posição constituiu-se no ponto de ruptura entre os dois grupos. A convicção revolucionária de Brizola não era tão grande a ponto de levá-lo a se expor fisicamente. Bem mais tranqüila era a sua participação na revolução brasileira elaborada à sombra do asilo político no Uruguai. Por outro lado, os ex-militares relutavam em aceitar a liderança de Brizola, em conseqüência dos repetidos fracassos de suas anteriores tentativas, qualificadas como aventuras irresponsáveis.
Em 20 de maio de 1966, realizou-se uma reunião do grupo militar na residência do ex-almirante Cândido da Costa Aragão, em Montevidéu, a fim de ser constituída uma organização que pudesse atuar clandestinamente no Brasil, o Movimento de Resistência Militar Nacionalista (MRMN). Nessa reunião, ficou estabelecido que o MRMN desencadearia, inicialmente, uma série de atos contra alvos ligados aos interesses estadunidenses no Brasil. Numa fase seguinte, partiria para a eliminação física dos membros do "Peace Corps" e de outros estadunidenses que eram agentes da CIA. O MRMN apostava que os atos provocariam uma repressão violenta que, por sua vez, conduziria ao clima visado pela organização, denominado de "auto-defesa das massas". O movimento, a partir daí, ganhando mais adeptos, desaguaria na revolução armada, a partir de um movimento de guerrilhas bem constituído.
Inicialmente, a chefia do MRMN coube ao ex-almirante Aragão. Posteriormente, por problemas de saúde, Aragão entregou o comando a Alfredo Ribeiro Daudt e a Emanoel Nicoll. Integrariam, o MRMN, os ex-militares exilados no Uruguai e em outros países, ex-militares cassados no Brasil e, clandestinamente, alguns militares ainda em serviço ativo, recrutados pelo aproveitamento do mote "nacionalismo", pensamento sempre presente na maioria dos militares. Para este fim, as bases do movimento seriam levadas ao Rio Grande do Sul, com a ideia de recrutar militares e civis, que participariam da organização formando "núcleos de resistência" em várias cidades do Brasil.
Em 26 de maio de 1966, o MRMN deu publicidade ao manifesto "Ao Povo Brasileiro", no qual transmitiu uma imagem hegemônica do Brasil na América do Sul. No início de junho, os "militares" do MRMN tentaram uma aproximação com o grupo sindical dos exilados. A tentativa não teve êxito. Os sindicalistas acreditavam que a atividade dos ex-militares prejudicava o trabalho que Dante Pelacani estava realizando em São Paulo, em ligação com Benedito Cerqueira e com a Federação Sindical Mundial. Naquele mesmo dia de junho de 1966, o MRMN entrou em contato com o Comitê de Apoio a Cuba, a fim de obter o seu reconhecimento político.
Em 15 de junho, o ex-presidente João Goulart organizou, em sua residência, uma reunião com o MRMN, representado por Aragão, Daudt e Nicoll, da qual também participaram Darcy Ribeiro e Amaury Silva. Jango prometeu auxílio financeiro ao movimento e, tentando ficar acima dos grupos, criou um Comitê para coordená-los, integrado por Emanoel Nicoll, representando o grupo militar, por Dante Pelacani, o sindical, por Neiva Moreira, os brizolistas, e Darcy Ribeiro, representando o próprio Jango.
A movimentação do MRMN obrigou Brizola, que temia perder a sua condição de líder, a aceitar um novo contato com os ex-militares, no início de julho. E, novamente, o impasse causado pela ideia do MRMN de exigir a presença física de Brizola no Brasil provocou outro rompimento. Paralelamente à atuação dos diversos grupos de exilados, uma outra organização destacava-se na época, a AEBU (Associação dos Exilados Brasileiros no Uruguai), que tinha o objetivo declarado de, indistintamente, prestar assistência aos refugiados brasileiros. Orientada pelas liderança de Jango e de Brizola, a AEBU obtinha recursos através da contribuição de alguns exilados e de colaboradores no Brasil, dentre os quais Doutel de Andrade. O rompimento de Brizola refletiu-se na AEBU. Em 9 de julho de 1966, nas eleições para a sua nova diretoria, os elementos ligados a Brizola foram alijados.
Debatendo-se em busca de reconhecimento político e de apoio financeiro, o MRMN saiu do imobilismo realizando, em 21 de outubro de 1966, um atentado à bomba contra o monumento do Barão do Rio Branco, em Montevidéu, executado por Gualter de Castro Mello, Tito Guimarães Filho e Arnaldo Magno de Araújo.
Em dezembro de 1966, a direção do MRMN decidiu mudar o nome da organização para RAN (Resistência Armada Nacionalista), que utilizava, como símbolo, uma rã. Com o objetivo de angariar o apoio financeiro do Partido Comunista Uruguaio (PCU) e da OLAS, a RAN pretendia lançar um manifesto assinado por Aragão nas principais capitais brasileiras e pichar muros para popularizar a nova sigla. Ficou prevista a ida de Aragão, Daudt e Arnaldo Magno de Araújo a Cuba, a fim de conseguir recursos para enviar seus militantes para realizar cursos de guerrilha em Cuba e na Coreia do Norte.
A nova RAN lutava para afirmar-se e ser reconhecida.